# Mathias Bak
Mathias Bak (ur. 13 grudnia 1996) – duński zapaśnik walczący w stylu klasycznym. Zajął siedemnaste miejsce na mistrzostwach świata w 2021. Dziewiąty na mistrzostwach Europy w 2018. Srebrny medalista mistrzostw nordyckich w 2018. Wicemistrz Danii w 2014 roku.